# Louvignies-Quesnoy
Louvignies-Quesnoy é uma comuna francesa na região administrativa de Altos da França, no departamento do Norte. Estende-se por uma área de 8.43 km². Em 2010 a comuna tinha 951 habitantes (densidade: 112,8 hab./km²).